# Romano Scarpa
Romano Scarpa (* 27. September 1927 in Venedig; † 23. April 2005 in Málaga) war einer der bekanntesten italienischen Zeichner von Disney-Comics.

## Leben
In seiner Jugend in Venedig entwickelte er eine besondere Liebe zu amerikanischen Zeichentrickfilmen und Disney-Comics, welche zu der Zeit im großformatigen Topolino Giornale erschienen, das zu der Zeit die klassischen Geschichten von Floyd Gottfredson abdruckte. In den 1940er Jahren eröffnete Scarpa ein Animations-Studio in Venedig, wo er einige seiner besten Arbeiten anfertigte: einige Werbefilme, einen Kurzfilm namens "E poi venne il diluvio". Ein weiterer hochklassiger Kurzfilm namens "La piccola fiammiferaia" (1953, basierend auf Hans Christian Andersens Das Mädchen mit den Schwefelhölzchen) wurde in Italien zusammen mit Robert Aldrichs Attack (1956) aufgeführt.
Kurz darauf hörte er für eine Weile auf, Zeichentrickfilme zu machen, und beschäftigte sich ausschließlich mit dem Zeichnen von Disney-Comics. Als den italienischen Redakteuren 1956 die Gottfredson-Geschichten zum Nachdrucken ausgingen, wurde Scarpa damit beauftragt dessen Micky-Maus-Geschichten fortzusetzen. In den späten 1950er und den frühen 1960er Jahren wurde er zudem von Carl Barks beeinflusst und schrieb so einige der bekanntesten Comic-Meisterwerke aller Zeiten: Geschichten wie Micky Maus und die Irokesenkette (Topolino e la collana Chirikawa, 1960) oder Der Fliegende Schotte (Paperino e la leggenda dello "scozzese volante", 1957), die später in viele verschiedene Sprachen übersetzt wurden und in aller Welt erschienen. Viele dieser Geschichten wurden von Filmen inspiriert.
So basiert zum Beispiel Hilferuf aus Shangrila (Topolino nel favoloso regno di Shan-Grillà, 1961) auf Frank Capras In den Fesseln von Shangri-La (OT: Lost Horizon (1937)); ganz zu schweigen von den Geschichten mit Schneewittchen und den sieben Zwergen, die natürlich auf dem gleichnamigen Disney-Film von 1937 basieren. Manchmal geschah auch das genaue Gegenteil: Der italienische Film "Riusciranno i nostri eroi a ritrovare l'amico misteriosamente scomparso in Africa?" (1968) basiert auf Scarpas Geschichte Ein entfernter Verwandter (Topolino e il Pippotarzan (1957)).
Um 1963 herum nahm Scarpa sich eine Auszeit und hörte für sechs bis sieben Jahre praktisch auf, Geschichten zu schreiben. Allerdings zeichnete er weiterhin von anderen Autoren geschriebene Geschichten, die aber meist nicht dieselbe Qualität erreichten wie seine eigenen. Eine Ausnahme hiervon bildet die lange Saga Glanz und Gloria derer von Duck (Storia e Gloria della Dinastia dei Paperi), die von Guido Martina geschrieben und von Scarpa und Giovan Battista Carpi gezeichnet wurde. In den Siebzigern kehrte er dann auch zum Schreiben zurück, was er bis zu seinem Tod tat. Allerdings zog er zum Ende seines Lebens nach Spanien und arbeitete dort für einen anderen Verlag. Zu seinen letzten Arbeiten in Italien (Ende der 1980er Jahre, Anfang der 1990er Jahre) gehörte die sogenannte Paperolimpiadi (eine lange Geschichte über die Olympischen Spiele in Seoul) und einige hervorragende Kurzgeschichten; dieselbe Art von Geschichten, die er als Kind so geliebt hatte. Eine dieser Geschichten, Topolino e l'enigma di Brigaboom (1989) basierte zum Teil auf der Musicalverfilmung Brigadoon (1954).
Nebenbei hatte Scarpa auch noch einige Zeichentrickprojekte verfolgt. Dazu gehören Aihnoo degli Icebergs (1972), The Fourth King (1977) und die Fernsehserie Die Jagd nach dem Kju Wang (Sopra i tetti di Venezia, 2001).
Hauptsächlich hat Scarpa an Disney-Comics gearbeitet, aber in seinen Anfängen hat er auch einige Nicht-Disney-Projekte verwirklicht. Er fertigte jeweils eine Lupo- und eine Yogi-Bär-Geschichte an. Außerdem zeichnete er einige Geschichten um Angelino, eine italienische Comic-Figur.
Ab 1988 wurden einige seiner Geschichten von Gladstone Publishing in den USA veröffentlicht; damit war er der erste italienische Disney-Autor überhaupt, dem so der Weg zurück nach Amerika gelang. Als Disney Comics den Platz von Gladstone einnahm, wurden auch hier Geschichten von Scarpa veröffentlicht, und dasselbe geschah 2003 mit Gemstone Publishing, die seine Geschichten bis 2006 in Amerika veröffentlichten. Auch der Verlag BOOM! Studios nahm von 2009 bis 2011 Geschichten von Scarpa in sein Programm auf. 
Scarpa hat vielen jungen Künstlern auf den Weg geholfen (Giorgio Cavazzano war in den 1960er Jahren sein Tuschezeichner) und viele haben versucht, seinen Stil zu imitieren.
Im Laufe seiner Karriere hat Scarpa viele Disney-Charaktere erschaffen, die inzwischen allseits als Teil des Disney-Universums akzeptiert werden. Die bekanntesten dieser Schöpfungen sind vermutlich Gitta Gans, Kater Karlos Freundin Trudi und Atömchen. Außerdem war er Autor und Zeichner der Titelgeschichte des ersten Lustigen Taschenbuchs Der Kolumbusfalter und hat über die Jahre viele Geschichten beigesteuert.

## Deutsche Veröffentlichung
- Der Super-Papagei. In: Lustiges Taschenbuch Nr. 500: Jubiläumsausgabe. Egmont Ehapa Media, Berlin 2017, S. 4–32. (Geschaffen 1962 von Abramo und Giampaolo Barosso (Story) und Romano Scarpa (Zeichnungen))